# Shugo
Shugo (守護?) nel Giappone feudale era il titolo (di solito tradotto come "protettore") che spettava a determinati funzionari nominati dallo shōgun per amministrare una o più delle province del Giappone.
Da questa figura derivò poi, nel tardo XV secolo, quella del daimyō (signore feudale), ovvero di coloro che in origine erano degli shugo che cominciarono poi a rivendicare il potere per sé stessi, piuttosto che servire semplicemente come governatori, lo shogun.
Dal periodo della Guerra Ōnin (1467-1477) in poi i conflitti tra shugo divennero quindi diffusi da sconvolgere l'intero Giappone, nel periodo chiamato sengoku.
In questo modo, all'inizio del secolo XVI, il paese era diviso tra signori di vari tipi (shugo, shugodai e altri), chiamati comunemente daimyō.
Fra costoro, primeggiarono Oda Nobunaga, Toyotomi Hideyoshi e Tokugawa Ieyasu, che si impose nel paese, pacificandolo e inaugurando così lo shogunato Tokugawa.